# Красний Посьолок
Кра́сний Посьо́лок (рос. Красный Посёлок, ерз. Красной Посёлка) — село у складі Чамзінського району Мордовії, Росія. Входить до складу Мічурінського сільського поселення.

## Населення
Населення — 197 осіб (2010; 212 у 2002).
Національний склад (станом на 2002 рік):
- мордва — 74 %